# Mordurteil gegen Lorenzo Montoya
Am 3. November 2000 wurde der zur Tatzeit 14-jährige US-Amerikaner Lorenzo Montoya (* 1985) in Denver (Colorado) zu Unrecht wegen Mordes zu lebenslanger Freiheitsstrafe ohne Parole verurteilt. Die Polizei erreichte sein Geständnis durch die umstrittene Reid-Methode, eine manipulative Vernehmungstechnik. Nach der Wiederaufnahme des Falles mehr als zehn Jahre später wurde das Strafmaß 2014 auf zehn Jahre Haft wegen Beihilfe zum Mord nach der Tat reduziert und Montoya entlassen, da er zu diesem Zeitpunkt bereits dreizehn Jahre abgesessen hatte. Amerikanische Medien berichteten bei seiner Verurteilung im Jahr 2000, nach der Wiederaufnahme des Falles 2012, 2014 nach Montoyas Freilassung und später über den Mordprozess und diskutierten, ob lebenslängliche Freiheitsstrafen für Jugendliche verfassungsgemäß sind.

## Mord, Autodiebstahl und „Spritztour“
In der Nacht zum 1. Januar 2000 raubte der damals 16-jährige Nicholas („Nick“) M. das Auto der weißen, 29-jährigen Sonderpädagogin und Mädchenbasketballtrainerin Emily Johnson. Den weißen 1994er Lexus ES 300 hatte sie erst Stunden zuvor erworben. Nick schlug sie dabei zuerst in ihrer Garage mit ihrem Plateauschuh auf den Kopf, schleifte sie in den Innenhof und schlug sie erneut, mit einem Softball-großen Stein. Der Freund ihrer Nachbarin fand sie morgens um halb neun bewusstlos in ihrem Hintergarten und wählte die 911. Sie starb am nächsten Tag im Krankenhaus. Nick fuhr am Mittag des 1. Januar mit dem Auto zum Haus der Tante seines Cousins Lorenzo und nahm ihn, Lorenzos Bruder Freddie und Cousin Luke A. für eine „Spritztour“ mit. Er hatte Lorenzo noch nie getroffen, Luke war Lorenzo bekannt. Am Nachmittag fand die Polizei das Auto überschlagen in einem Graben. Ein Zeuge meldete der Polizei nach einigen Tagen zwei von ihm beobachtete, vom Auto flüchtige Jugendliche.

## Ermittlungen
Zuerst verhaftete die Polizei Emily Johnsons Freund, der nach der Silvesterparty im Schlafzimmer ihres Hauses schlief. Er gab zu Protokoll, durchgeschlafen zu haben. Der Verdacht gegen ihn wurde fallengelassen, als die Jugendlichen in den Fokus der Ermittlungen gerieten.
Nick M. berichtete der Polizei, er und sein 16-jähriger Cousin Lloyd M. hätten das Auto unabgesperrt vor Johnsons Haus gefunden, sie seien dann eingestiegen und davongefahren. Später sagte ein Kollege Nicks Cousin Lloyd aus, dass dieser ihm erzählt habe, „er und sein Cousin“  hätten an „Silvester einen Lexus gestohlen“. Nick bestritt gegenüber der Polizei aber eine Beteiligung an dem Mord. Bei einer Durchsuchung in Nicks Elternhaus wurden Schuhe mit Blutresten gefunden, die nach Benzin stanken. Außerdem konnte Nick ein Händeabdruck auf einer Milchtüte von Johnsons Hintertür zugeordnet werden.
Nick benannte die Insassen der „Spritztour“ nach dem Autodiebstahl. Die Polizei befragte sie alle als mögliche Mittäter.
Montoya wurde über sein Aussageverweigerungsrecht aufgeklärt. Er wusste nicht, dass seine Mitverdächtigten zu den Vorwürfen teilweise schwiegen, und dass es der Polizei erlaubt ist, bei Vernehmungen Beweise vorzutäuschen. Die Vernehmer spielten das Verbrechen herunter in dem Sinne, dass es „jedem hätte passieren können“, und Montaya verstand seinen Anwälten zufolge nicht die Schwere des Vorwurfs. Auch seine Mutter forderte ihn auf, den Ermittlern zu erzählen, was sie hören wollten, damit man „von hier verschwinden“ könne. Nachdem Montoya einwilligte, allein befragt zu werden, erhöhten die Polizisten den Druck, klärten ihn aber nicht nochmals schriftlich über sein Aussageverweigerungsrecht auf, weswegen die Videoaufzeichnung über diesen Teil der Vernehmung nicht gerichtsverwertbar war und bei Gericht keine Rolle spielte. Dadurch konnte das Gericht nie feststellen, dass sich die von der Staatsanwaltschaft präsentierte Version von der, die Montoya bei seiner Vernehmung erzählte, erheblich unterschied. Montoyas spätere Anwältin Lisa Polansky zählte in den Protokollen insgesamt 65 Verneinungen Montoyas, in das Verbrechen verwickelt zu sein. Einmal brach er minutenlang in Tränen aus.
Die Ermittler logen, dass Nick bereits zugegeben hätte, dass Montoya beim Mord beteiligt gewesen sei. Einer der Ermittler schlug auf den Tisch und meinte, wer zuerst „die Geschichte“ erzähle, vermeide damit, lebenslang ins Gefängnis zu gehen.
Ein Ermittler sprach von Beweisen, von Fuß- und Fingerabdrücken, die es in Wirklichkeit nicht gab. Montoya wurde wiederholt aufgefordert, die Geschichte zu erzählen, die sie „hören wollten“; er solle die Bemühungen der Polizisten, ihn zu „retten“, honorieren.
Als die Beamten „Ja/Nein“-Fragen stellten, begann Montoya einzulenken und seine Beteiligung am Mord zuzugeben. Er beschrieb die 29-jährige Emily Johnson, die eigentlich ein Party-Kleid getragen hatte, als „alte Dame“, gekleidet in Hosen oder Pullover. Details, etwa dass Johnsons Auto geparkt war, und Einzelheiten des Angriffs korrigierten die Ermittler in der Aussage selbst.

## Urteil 2000
Am 3. November 2000 verurteilte das Gericht Montoya aufgrund seines Geständnisses wegen Mord, Raub, Einbruch und Autodiebstahl zu lebenslanger Freiheitsstrafe ohne Parole.
Lloyd M. wurde nicht angeklagt. Nicholas M., dessen Prozess abgetrennt worden war, wurde 2001 wegen Mord, Raub, Einbruch und Autodiebstahl zu lebenslanger Freiheitsstrafe ohne Parole verurteilt.
Vier Jahre seines dreizehn Jahre und sieben Monate dauernden Gefängnisaufenthalt verbrachte Lorenzo in Isolationshaft.

## Urteil 2014
Im Jahr 2011 nahm die Anwältin Lisa Polansky den Fall pro bono wieder auf. In einem 91-seitigen Wiederaufnahmeantrag argumentierte sie, dass sich Montoyas vorheriger Anwalt nicht ausreichend um ihn gekümmert hätte und wies auf DNA-Spuren hin. Ihre Ermittlerin befragte Nick im Gefängnis. Nick sagte aus, dass Montoya nicht in den Mord involviert gewesen sei. Polansky entdeckte außerdem einen IQ-Test Montoyas, der ein Jahr vor Johnsons Ermordung durchgeführt wurde. Der Intelligenzquotient von 69 weise auf eine mentale Schwäche hin. Im Juni 2013 beantragte sie eine Nichtigerklärung des Urteils. Im Dezember 2013 ließ ein Gericht Gegenstände vom Tatort auf DNA-Spuren untersuchen; Montoyas DNA wurde nicht gefunden. Am 16. Juni 2014 entschied das Denver County District Attorney‘s Office, gegen Montoya nur noch auf Beihilfe zum Mord nach der Tat zu plädieren. Montoya akzeptierte und wurde zu 10 Jahren Haft verurteilt und, da er schon 13 Jahre abgesessen hatte, aus dem Gefängnis entlassen.

## Folgen und weiterführende Ereignisse
Emily Johnsons Schwester Marcy J. zeigte sich noch im Jahr 2000 betroffenen über das Urteil „gegen das Kind, das gerade weggebracht wurde“ und in diesem Hinblick über „ein weiteres zerstörtes Leben“.
Montoyas Anwalt David Fisher sagte, ein Geständnis einer unschuldigen Person sei schwer nachvollziehbar, wies aber darauf hin, dass (wohl in den USA) 44 % von durch DNA-Proben entlasteten Jugendlichen zu Geständnissen genötigt würden.
Lorenzo ist das jüngste von fünf Geschwistern. Laut seiner Anwältin beabsichtigte er, Anklage gegen die Polizei Denver zu erheben, weil er „nicht will, dass andere Kinder durchmachen müssten, was er durchgemacht habe“, und ebenso gegen seine Anwälte im ersten Prozess. Er gibt keine Interviews.